# Илија Петровић Стреља
Илија Петровић Стреља (Градиште, 18. век — Ражањ, 1825), у народној књижевности познат као Илија Делија, био је војвода из Првог српског устанка. Према извесним подацима рођен је као Петар Петровић али је своје име изменио у Илија Стреља након прикључења Карађорђевој устаничкој војсци.

## Биографија
Илија Стреља Петровић је рођен у власотиначко-грделичком селу Градишту, у махали Горуње, где и данас постоји локалитет Стрељино. Махалу Горуње основао је његов деда који се овде доселио у потрази за рудном жицом магнетита. Породично предање говори да су старином из горње Пчиње. О Стрељином животу до Првог српског устанка готово да нема података, осим што се зна да је био власник рудника у Градишту и самокова у суседном селу Козару. Поуздано се зна да је био писмен, што је била реткост у тадашњој Србији.

### Учешће у устанцима
У наступајућим бурним годинама уочи Првог српског устанка Стреља се замерио Турцима. Према предању свој рудник је дао у закуп неким скопским Турцима, а они уместо да му плате најам покушају да га убију. Због тога је побегао у ослобођену Србију, где се настанио са породицом у темнићком селу Јасики. Према неким непотврђеним подацима са њим су се у ово село одселили и Сава Дедобарац и Станоје Кала из Дедине Баре.
Стреља се са својим бећарима истакао у делиградској бици 1806 године држећи чврсту линију фронта од Јужне Мораве код Ђуниса до Јанкове клисуре код Блаца. За ове заслуге добио је звање бимбаше. Са даљим напредовањем устанка и претензијама да се прошири ка југу, а због важности контроле путева добија задатак од Карађорђа да затвори Просеченицу (Грделичку клисуру) за шта му Карађорђе обећава титулу војводе од Лесковца. О великом Стрељином значају као вође устаника говори чињеница да га је, Карађорђе поставио на место команданта десног крила јужног устаничког фронта, док је лево крило водио чувени хајдук Вељко.
Године 1807.  Стреља се враћа у завичај и позива земљаке да се ослободе вишевековног турског ропства. Са својим земљацима Савом Дедобарцем и Станојем Калом организује устанике, ослобађа Власотинце и одатле командује даљим акцијама према Грделици. Док је Стреља на Ђурђевдан позивао  на устанак у ослобођеном Власотинцу, по његовом је наређењу Сава Дедобарац са групом од 450 бећара затворио улаз у Грделичку клисуру код села Дедина Бара, односно данашње Грделице. Заузимање клисуре било је од стратешког значаја. јер се тиме пресеца пут турској војсци односно њено допуњавање из Врањског пашалука, чиме се стиче један од предуслова за ослобађање Лесковца а потом и Ниша. Устаници су најпре пресрели и потукли једну групу Турака која је кренула из правца Врања ка Лесковцу. Ипак, оснажене турске снаге су топовима са брда Кале изнад данашње вароши Грделица разрушиле Дедобарски хан у којем су били смештени устаници. У хану је било и складиште муниције, па су у експлозији погинули готово сви устаници укључујући и Саву Дедобарца. Услед настале велике пометње међу устаницима и у народу  Стреља је био принуђен да одустане од даљег ширења устанка и да се врати у Карађорђеву Србију.

Милан Ђ. Милићевић је на основу приче устаника Цеке Власотинчанина дао свој опис драматичног напуштања Власотинца од стране Илије Стреље: 
"- Хаткињу! - рече Стреља.
Власотинчани га опколе и навале на њега питањима и прекорима:
- Шта то би? Како би? Шта учини од нас, од Бога да нађеш? Гурну ни угарак у куће па сад бежиш.
- Власотинчани, ја Просеченицу (Грделичку клисуру) не заптих, дружбину згубих, ваше куће сагорех, и вас поробих.

- Сад идем да све то платим главом. Али, Власотинчани! Наш траг ће остати, њега керови не могу олизати. По нашем трагу доћи ће други, доћи ће трећи, доћи ће четврти... Добар је Бог... Што не могасмо ми моћи ће неки .. Који ће бити? Кад ће доћи? Ја не знам, али да ће доћи тако знам као што вас гледам."
Пропаст устанка на југу имао је за последицу померање турских снага ка централном делу Србије. Као последица уследио је српски пораз на Чегру и Делиграду 1809. године. У лето 1810. године Хушид-паша уз мале напоре осваја и Крушевац. Ни присуство самог Карађорђа са већином војвода није побољшало очајно стање у српској војсци. У овом пресудном тренутку за Србију, Илија Стреља Петровић је са четом од 100 бећара напао групу турских пљачкаша и успео да ослободи српско робље и врати лично Карађорђу опљачкану стоку. Тај подвиг повратио је самопоуздање српској војсци и по мишљењу неких историчара био је пресудан да Стреља постане Карађорђев побратим и касније титуларни војвода од Лесковца.
Након пропасти устанка 1813. године и Карађорђевог бекства, Стреља је са породицом прешао на територију Хабзбуршке монархије, где је једно време био заробљен са другим војводама у Петроварадинској тврђави. У Другом српском устанку Стреља подиже устанак у Смедеревској нахији и учествује у ослобађању Пожаревца од Турака 1815. године.
Све до 1825. године Стреља живи мирно са породицом у Јасики. Међутим, људи Милоша Обреновића га у намештеном судском процесу оптужују за пљачку и убиство. Стрељу су предали Турцима и обешен је на брду Мечки, надалеко од Ражња.
Његов син Стефан Цека Петровић учествује 1841 у Нишкој буни иако је званични став кнеза Михаила Обреновића изражен Прокламацијом у Новинама србским од 10. априла 1841. године, у којој се српско становништво позива да не подржи устанак у пограничним нахијама, јер тиме би се угрозила тешко стечена аутономија Србије. Војевање потомка војводе од Лесковца завршено је после пораза негде између Ниша и Пирота. Стрељић бива ухваћен од стране српских власти 21. јуна 1841. године, затим спроведен у алексиначки затвор, а суђено му је у Јагодини. Нема података о осуди.

## Илија Стреља Петровић у књижевности
Милан Ђ. Милићевић оставио је најпотпуније податке о Илији Стрељи Петровићу у свом делу "Поменик знаменитих људи у српског народа новијега доба" из 1888 године. Сви потоњи етнографи, историчари и књижевници водили су се његовим истраживањима.

Песму о Илији Делији у грделичком крају је забележио 1872. године Милојко Веселиновић, а објавио је по запису из Топличког округа Милан Ђ. Милићевић. Песма је настала после пропасти Стрељиног устанка 1807. године.

Што је врева у ту горњу махалу?
Да ли су ти силни Срби на конак?
Или ти је стара мајка умрела?
Нити су ми силни Срби на конак,
Нити ми је стара мајка умрела;
Већ ми дошô млад Илија делија,
Те ми пије рујно вино окама;
Наздравља му Хаџи-Таса Хаџика:
- Здрав да неси млад делијо Илијо!
Ако љубиш другу мому, сем мене –
Пушку носиш – да Бог да те убила!
Сабљу пашеш – да Бог да те посекла!
Коња јашеш – коњ под тобом цркаја!
Воду газиш – да Бог да те однела!

Ако љубиш другу мому крај мене!
Заборављени пожаревачки песник Михајло Ј. Крстић (1842-1916) испевао је песму "Бој на Пругову 1813." у част бораца који су ослободили Пожаревац од турске власти у Другом српском устанку. Овде је опеван Стрељин подвиг, када је са својим бећарима пресрео и потукао групу Турака који су пљачкали пожаревачка села.

Тада Стреља и Рајица
И дружина сва остала
У шанчев’ма својим скрита
На ноге је поскакала.
Па јуришем сред Турака
Опалише из пушака!
Халачући беже Турци,
Димлије се њиме пуше,
Преко грма, преко трна
Пожаревцу нагрнуше!
А руком се за тур држе

Хопа, хопа, па све брже!
Занимљив приказ везан за Стрељино војевање је приповетка Милана Ђ. Милићевића "Потурченица Лејла". У овој мелодрами описна је љубав Милете и Јане. Историјски оквир приче су већ поменута дешавања у Грделици 1807. године. Момци лесковачког Шашит-паше отели су код Крушевца лепу Јану која постаје потурчена Лејла. Лејла бива доведена у пашин харем у Лесковцу. Њен некадашњи момак, Милета из Ћуприје, придружује се Стрељи у његовом походу на југ Србије. И док је Стреља у ослобођеном Власотинцу, у Грделици Сава Дедобарац и момак Милета са осталим устаницима пресретну и убију групу Турака на путу за Врање (локалитет Густи ораци, Грделица). У тој групи једна од четири буле била је Лејла, тј. Милетина Јана. Турци шаљу јачу војску и побију устанике у Дедобарском хану, али Милета и Јана некако успевају да се спасу..
Исти догађај има још једну верзију. Према њој неки од Стрељиних сабораца убили су Абдул-Ћерим агу на локалитету Густи ораси у Грделичкој клисури, што је опевано у некад популарној песми "Море, врћај коња, Абдул-Ћерим аго". https://www.youtube.com/watch?v=2dagAKMyd_E
За исти догађај везује се и Раша буљубаша о коме говори песма "Пуче пушка", која је након филма "Зона Замфирова" постала позната у извођењу Биљане Крстић.https://www.youtube.com/watch?v=mSFv_Vwc0MU
У књижевној заоставштини лесковачког завичајног писца Радета Јовића (1937-2004) пронађена је прича "Карађорђев момак, војвода лесковачки Илија Стреља".
Највредније савремено књижевно дело о Илији Стрељи Петровићу је роман „Војвода од Лесковца“ Ивана Ивановића. Стручна комисија Нинове награде уврстила је роман у најужи избор за роман године 1994.

## Успомена на Илију Стрељу Петровића у данашњем Лесковцу
Од 2020. године одлуком Градског већа Лесковца једна од улица у центру града носи име Илије Петровића Стреље.